# Агороним

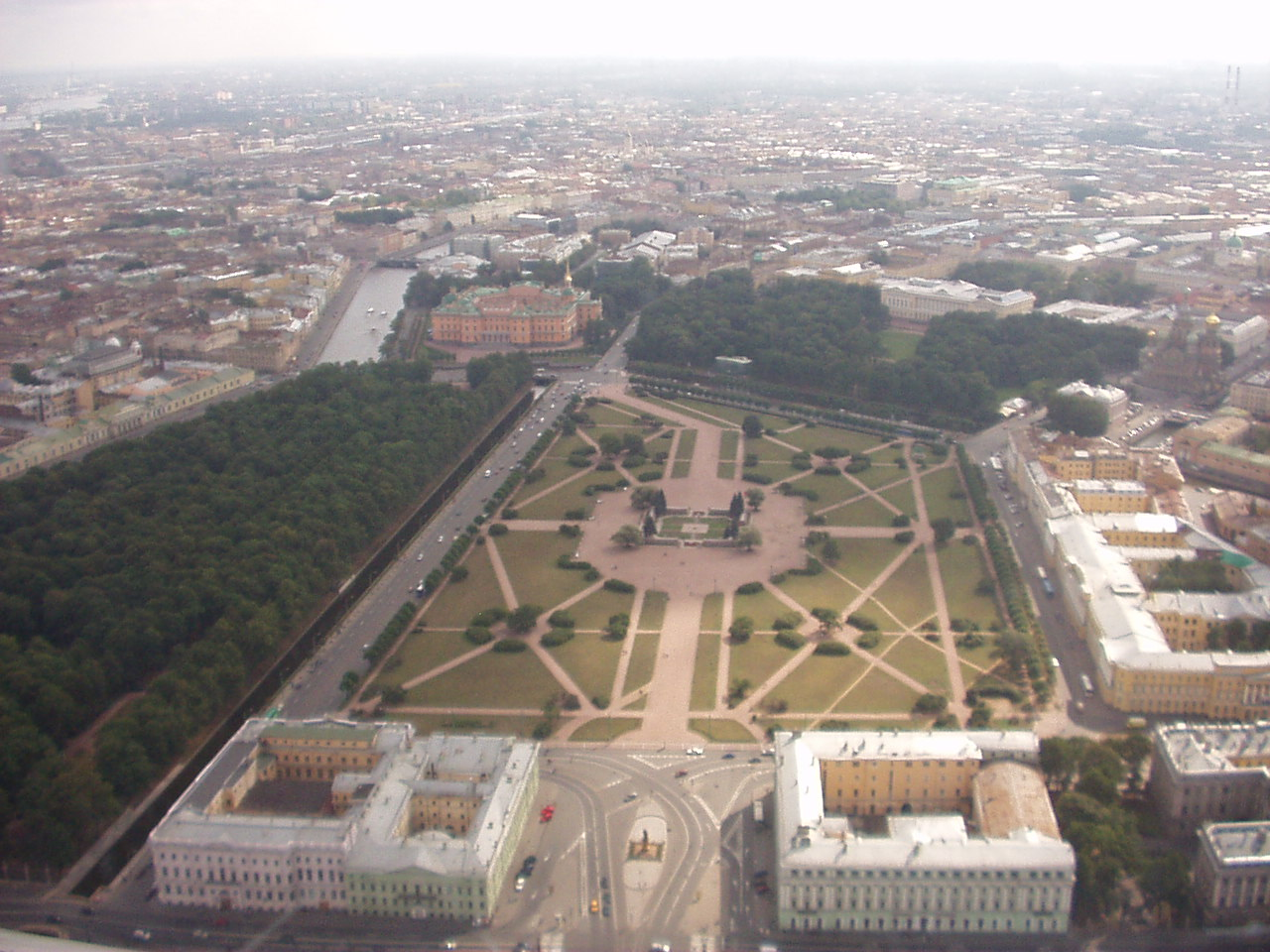
Марсово поле (Санкт-Петербург), вид с борта вертолёта

Агоро́ним (от др.-греч. ἀγορά «площадь» + ὄνομα «имя, название») — вид урбанонима, топоним для обозначения названий площадей и других открытых пространств в городах. Агоронимия — совокупность агоронимов — «составная часть исторического и лингвистического портрета города». Термин разработан и представлен в Словаре русской ономастической терминологии Н. В. Подольской в 1988 году.

## Примеры агоронимов
- Красная площадь
- Болотная площадь
- Марсово поле (Санкт-Петербург)
- Мариенплац
- Пласа-Майор (Мадрид)